# Римска гробница (Хисаря)
Римската гробница в Хисаря е късноримска семейна гробница от втората половина на IV век. Открита е през 1957 г. Това е единствената римска гробница, открита досега в България с подова мозайка.
Намира се на около 300 m югозападно от крепостната стена на Диоклецианопол в парка „Славеев дол“ и в близост до минералния извор „Момина сълза“.
Състои се от засводен стълбищен коридор и гробна камера. Коридорът слиза надолу с наклон 35° и е дълъг 8,6 m. В края му, през тесен вход, се преминава към същинската погребална камера. Тя представлява правоъгълно засводено помещение с ширина – 2,78 m, дължина – 4,2 m и височина – 2,35 m. Разположението му по дългата ос е север – юг. На четирите ѝ страни са изградени симетрично шест ниши. Стените са изписани в мотиви от растителни орнаменти, а на пода е подредено разноцветно мозаично пано в геометрични фигури. В камерата са иззидани две гробни легла. В гробницата са открити дребни останки от кости и керамични съдове.